# NGC 5637
NGC 5637 је спирална галаксија у сазвежђу Волар која се налази на NGC листи објеката дубоког неба.
Деклинација објекта је + 23° 11' 27" а ректасцензија 14h 28m 59,5s. Привидна величина (магнитуда) објекта NGC 5637 износи 13,9 а фотографска магнитуда 14,6. Налази се на удаљености од 64,660 милиона парсека од Сунца. NGC 5637 је још познат и под ознакама UGC 9293, MCG 4-34-37, CGCG 133-69, KUG 1426+234, IRAS 14267+2324, PGC 51736.